# Куусберг, Пауль Аугустович
Па́уль А́угустович Ку́усберг (эст. Paul Kuusberg; 30 апреля 1916, Ревель — 21 января 2003, Таллин) — эстонский и советский писатель. Народный писатель Эстонской ССР (1972). Герой Социалистического Труда (1984).

## Биография
Родился 30 апреля 1916 года в Ревеле. Эстонец.
Был строительным рабочим.
Член ВКП(б) с 1940 года.
В годы Великой Отечественной войны, призван Красноборским РВК Архангельской области СССР, служил политруком в 8-м Эстонском стрелковом корпусе, был фронтовым журналистом. На фронте с июля 1941 года (истребительный батальон в Эстонии) и с ноября 1942 года — на Калининском фронте.
Приказом по 8-й Эстонскому стрелковому корпусу №109\н от 14 апреля 1943 года агитатор 917-го стрелкового полка 249-й Эстонской стрелковой дивизии капитан Куусберг награжден медалью «За отвагу» за образцовое выполнение своих обязанностей — агитирование на борьбу с врагом и его уничтожение — под огнем немецких войск в передовых порядках советской пехоты во время боёв за город Великие Луки.
Приказом Вс 2-й Ударной армии №: 127/н от: 28.09.1944 года редактор дивизионной газеты 249-й стр.дивизии майор Куусберг награжден орденом Отечественной войны 2-й степени
После войны работал в редакции газеты «Рахва Хяэль» («Голос народа»), в 1957—1960 и в 1968—1976 годах был главным редактором литературного журнала «Looming».
Депутат Верховного Совета СССР десятого созыва от Эстонской ССР (Совет Национальностей, избран 4 марта 1979 года).
С 1976 по 1983 год возглавлял правление Союза писателей Эстонской ССР.
Выпускник Высшей партийной школы в Москве.
Покинул ряды КПСС в 1991 году
Скончался 21 января 2003 года на 86-м году жизни. Похоронен на Лесном кладбище в Таллине.

## Награды, премии и звания
- Герой Социалистического Труда (16 ноября 1984, № 20220) За большие заслуги в развитии советской литературы, активную общественную деятельность и в связи с 50-летием образования Союза писателей СССР.
- Два ордена Ленина (1976, 1984 № 416659).
- Орден Трудового Красного Знамени (1966 № 412457).
- Два ордена «Знак Почёта» (1943 № 142827, 1971 № 804749).
- Два ордена Отечественной войны II степени (1943 № 125530), (1985)[5]
- Медаль «За трудовое отличие» (1956)[6].
- Медаль «За отвагу» (1943 № 186529).
- Народный писатель Эстонской ССР (1972).
- Заслуженный писатель Эстонской ССР (1966).
- Государственная премия Эстонской ССР (1965, 1976).
- Литературная премия Эстонской ССР имени Юхана Смуула (1972).
- Премия Фридеберта Тугласа за новеллу «Ржавая лейка» (1971)
- Премия Фридеберта Тугласа за новеллу «Чужой или свой человек» (1978)
- Серебряная медаль имени А. А. Фадеева (1974) — за роман «Одна ночь».

## Творчество

### Романы
- «Вставляю слово» (1959; сборник литературно-критических статей),
- «Второе „я“ Энна Кальма» (1960),
- «Пламя под пеплом» (1962),
- «Происшествие с Андресом Лапетеусом» (1963),
- «В разгаре лета»[7] (1966),
- «Одна ночь» (1972),
- «Дождевые капли» (1976),
- «Ой, грязнуля наша кошка…» (1980; сборник рассказов).

## Экранизация произведений
- 1966 — кинофильм «Что случилось с Андресом Лапетеусом?» („Mis juhtus Andres Lapeteusega?[8])“, «Таллинфильм», режиссёр Григорий Кроманов, по роману «Случай с Андресом Лапетеусом»
- 1968 — кинофильм «Люди в солдатских шинелях» („Inimesed sõdurisinelis“[9]), «Таллинфильм», режиссёр Юри Мююр, по мотивам романа «Два „я“ Энна Кальма», повествующего о событиях Второй мировой войны
- 1980 — телевизионный художественный фильм «Мужчина и мутовка» („Mees ja mänd“[10]), студия «Эстонский телефильм», режиссёр Яан Тооминг, по повести «С птичкой в голове» („Linnukesega“)

## Театральные постановки
- «Случай с Андресом Лапетеусом», театр «Ванемуйне», режиссёр Эпп Кайду
- «В разгаре лета 1941 года», театр «Ванемуйне»[11]